# Noël Drouin
Pour l’article homonyme, voir Drouin.
Noël Drouin (né le 7 juillet 1912 et mort le 5 octobre 2001) est un fabricant et homme politique fédéral du Québec.

## Biographie
Né à Saint-Maxime au Québec, il entame une carrière politique en devenant maire de sa municipalité natale. Élu député du Parti progressiste-conservateur du Canada dans la circonscription fédérale de Dorchester en 1958, il est défait en 1962 par le créditiste Pierre-André Boutin.